# Zimmerwald

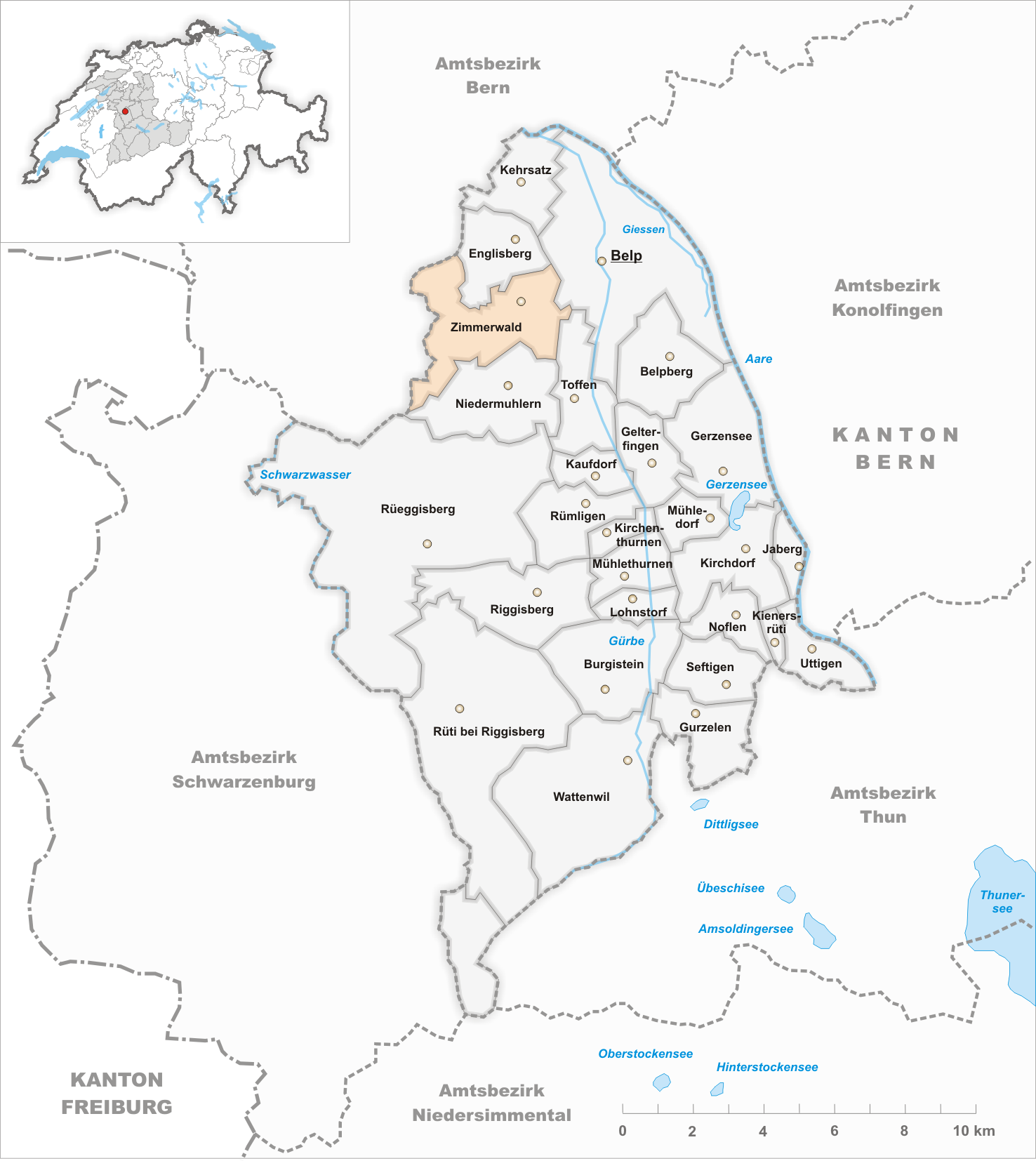
Gemeindestand vor der Fusion am 1. Januar 2004

Zimmerwald ist eine Ortschaft in der Einwohnergemeinde Wald (Verwaltungskreis Bern-Mittelland) im Schweizer Kanton Bern. Bis zum 31. Dezember 2003 war Zimmerwald eine eigene Einwohnergemeinde. Am 1. Januar 2000 fusionierte sie mit der Gemeinde Englisberg zur neuen Gemeinde Wald.
Zimmerwald hiess bis 1902 offiziell Obermuhlern und Zimmerwald.
Das Wappen zeigt drei grüne Tannen auf grünem Dreiberg vor silbernem Hintergrund (redendes Wappen).

## Geographie
Zimmerwald liegt auf dem Längenberg, einem Hügel in der Nähe der Stadt Bern mitten im bernischen Mittelland.
Am 31. Dezember 2002 zählte die Gemeinde 870 Einwohner.

## Geschichte

Luftbild aus nordwestlicher Richtung von Werner Friedli (1952)

Zimmerwald wurde in einer späten Phase durch alemannische Bevölkerungsgruppen besiedelt. Die erste urkundliche Erwähnung erfolgte 1296. Im Jahre 1996 feierte Zimmerwald sein 700. Jubiläum.
Der Name ist ein ursprünglicher Flur- bzw. Waldname, der sekundär auf eine Siedlung übertragen worden ist. Er ist eine Zusammensetzung von althochdeutsch Wort zimbar ‹Bauholz› und wald ‹Wald›, bezeichnete also einst einen Wald, der als Bauholzlieferant genutzt wurde.
Die Herrschaft Obermuhlern, in der Zimmerwald lag, gehörte von der Reformation bis 1798 zum bernischen Stadtgericht. Das Landgut Zimmerwald mit dem Schlössli befand sich nacheinander im Besitz der Berner Familien von Werdt, Jenner, Steck, und Wyttenbach.
Burgerliche Familien von Zimmerwald sind die Guggisberg und Streit.
Durch das Zimmerwalder Manifest im Jahre 1915 fand Zimmerwald Eingang in die Annalen der Weltgeschichte. Im September 1915 trafen sich im Geheimen die führenden Köpfe der Sozialisten aus ganz Europa, darunter auch Leo Trotzki und Wladimir Iljitsch Lenin, zur so genannten Zimmerwalder Konferenz, die die internationale Arbeiterbewegung in einen demokratisch-sozialen und einen revolutionär-kommunistischen Flügel spalten sollte. Initiator des Treffens war der Chefredaktor der Berner Tagwacht und spätere sozialdemokratische Berner Regierungsrat Robert Grimm.
Per 1. Januar 2004 hat sich Zimmerwald mit der Gemeinde Englisberg zur Gemeinde Wald zusammengeschlossen.

## Observatorium Zimmerwald
Im Observatorium Zimmerwald steht die Satellitenbeobachtungsstation des Astronomischen Instituts der Universität Bern AIUB. Seit 1992 ist das Bundesamt für Landestopografie am Betrieb beteiligt. In der Geostation Zimmerwald liegt der Fundamentalpunkt, d. h. der wichtigste Referenzpunkt der schweizerischen Landesvermessung LV95.

## Impressionen

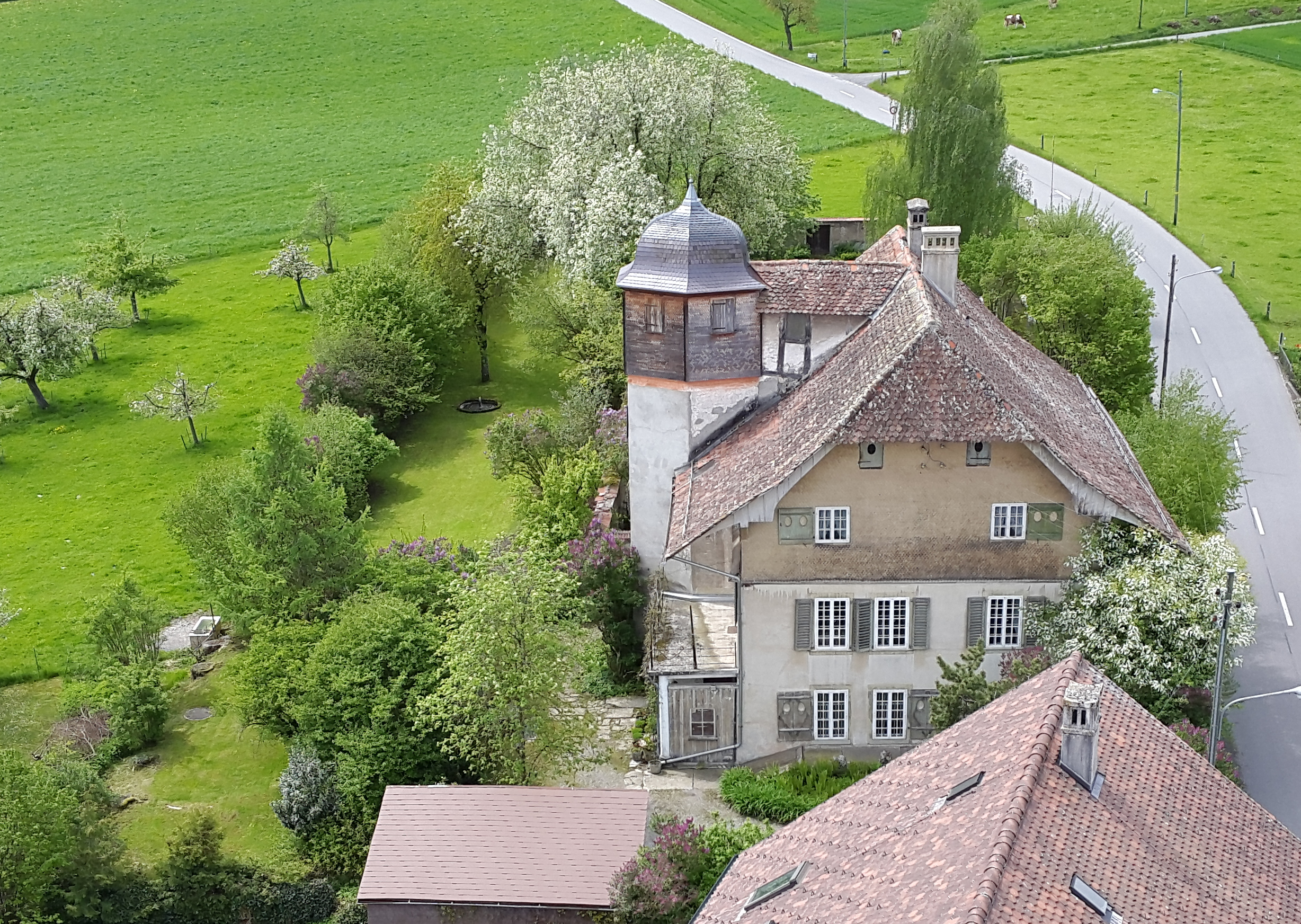
Schlössli
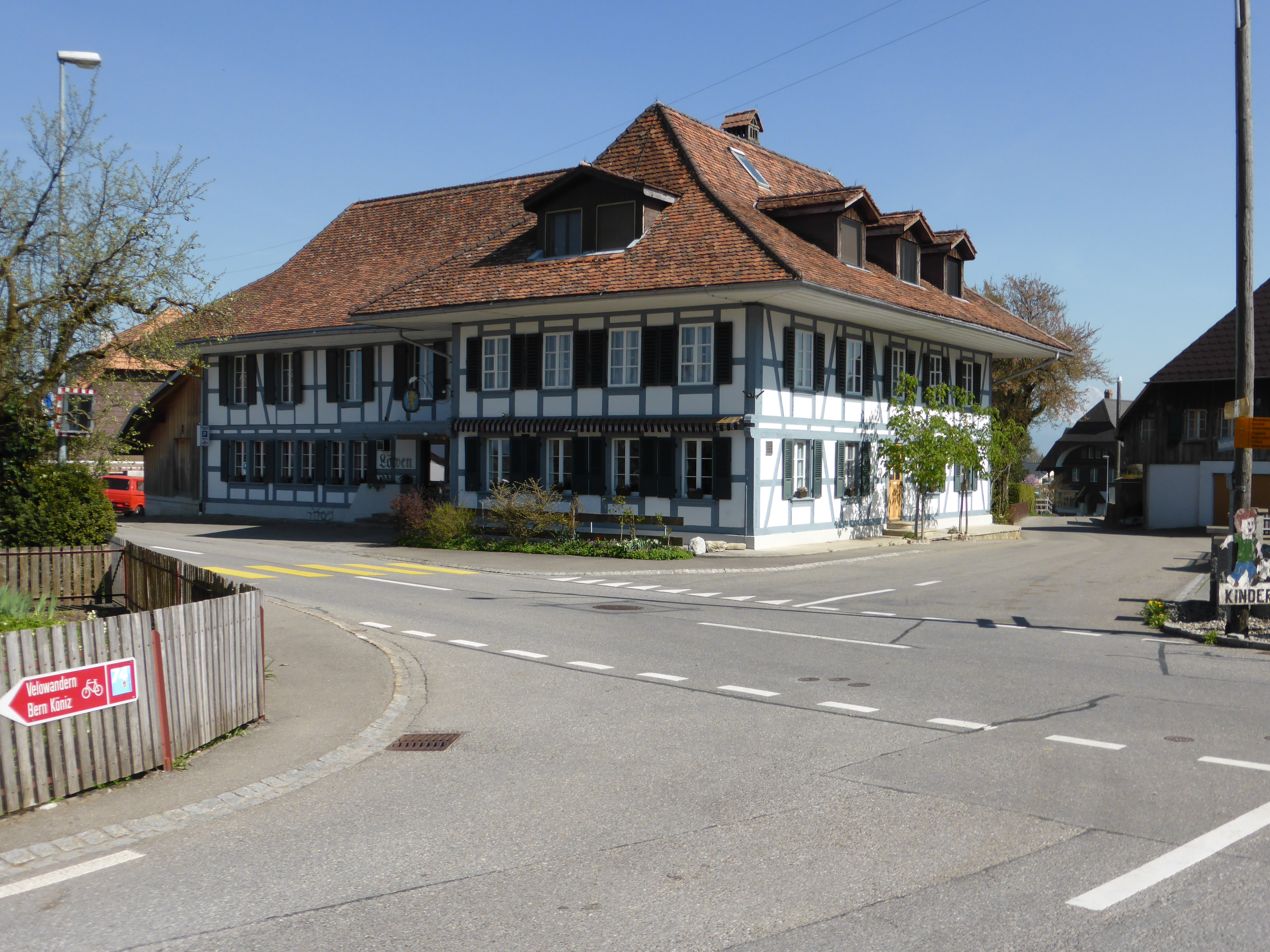
Gasthof «Löwen»
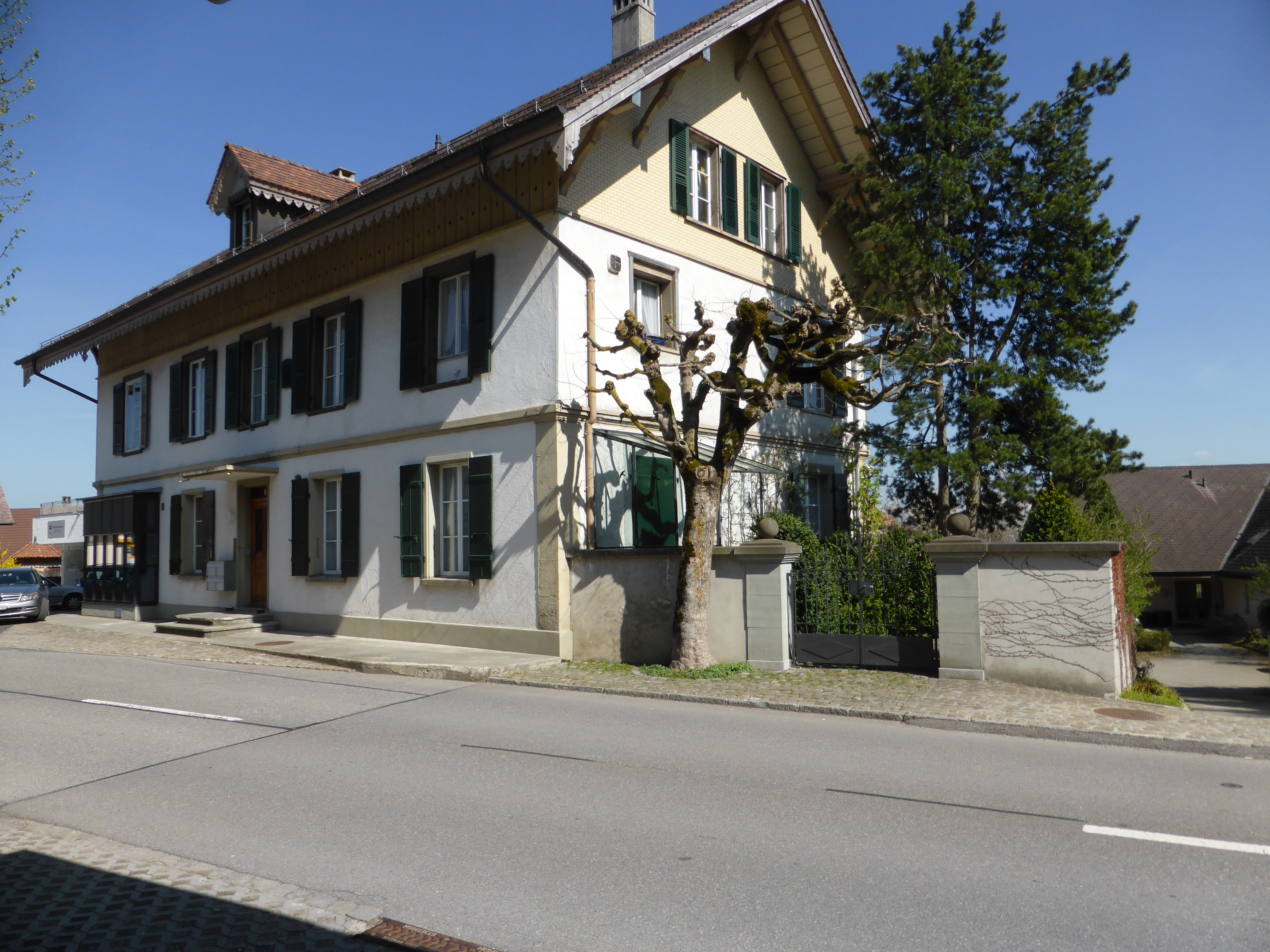
Villa Beau Séjour
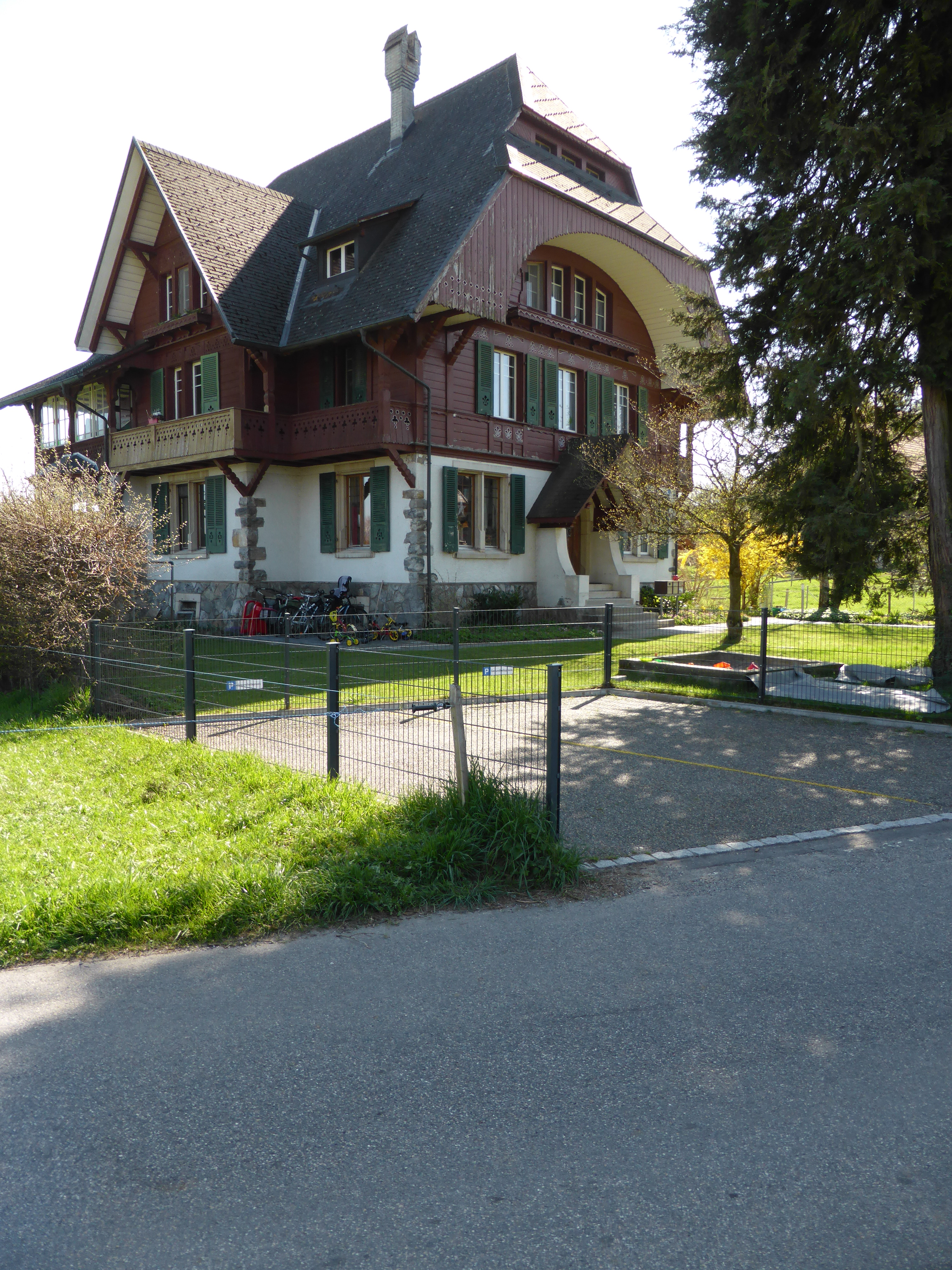
Haus Streit
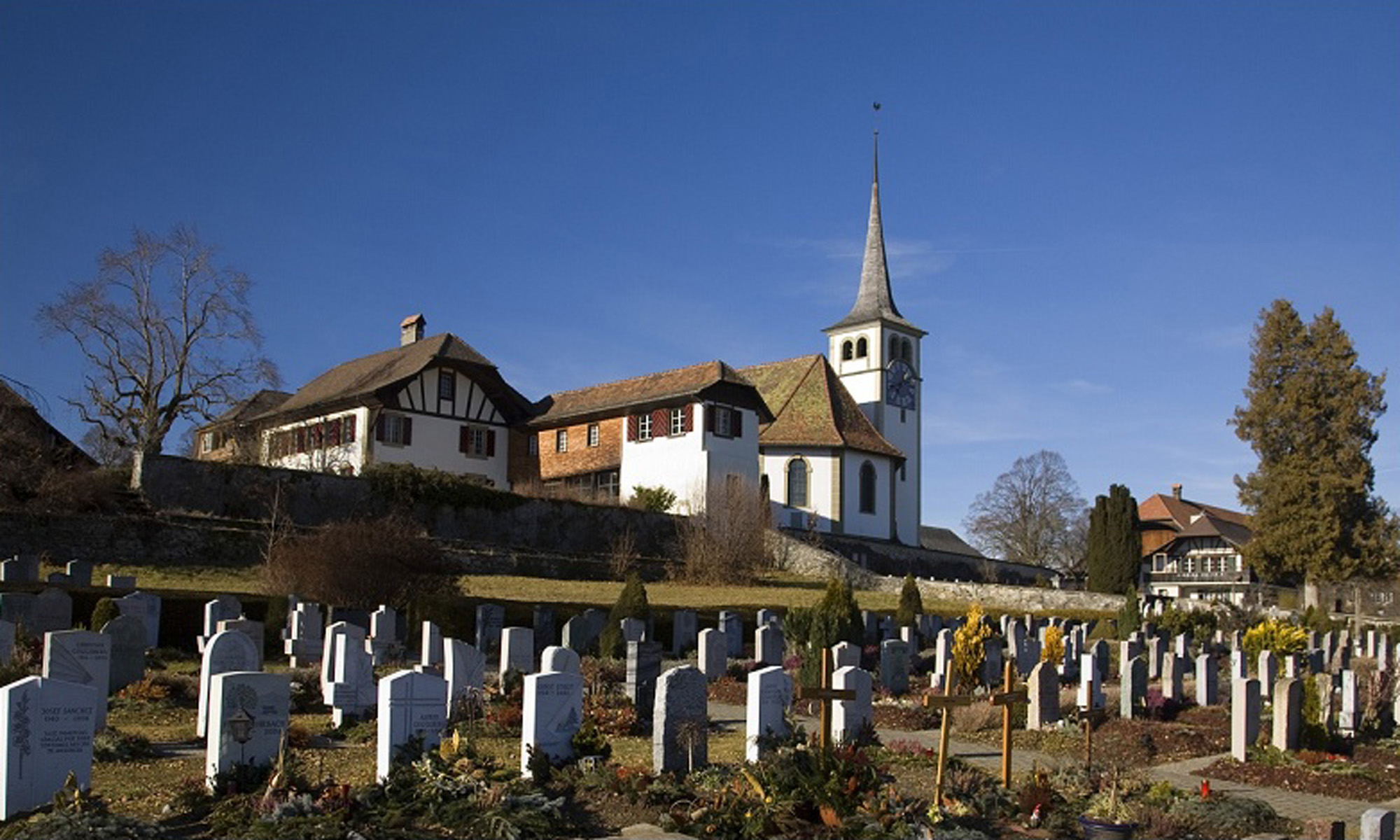
Kirche mit Friedhof
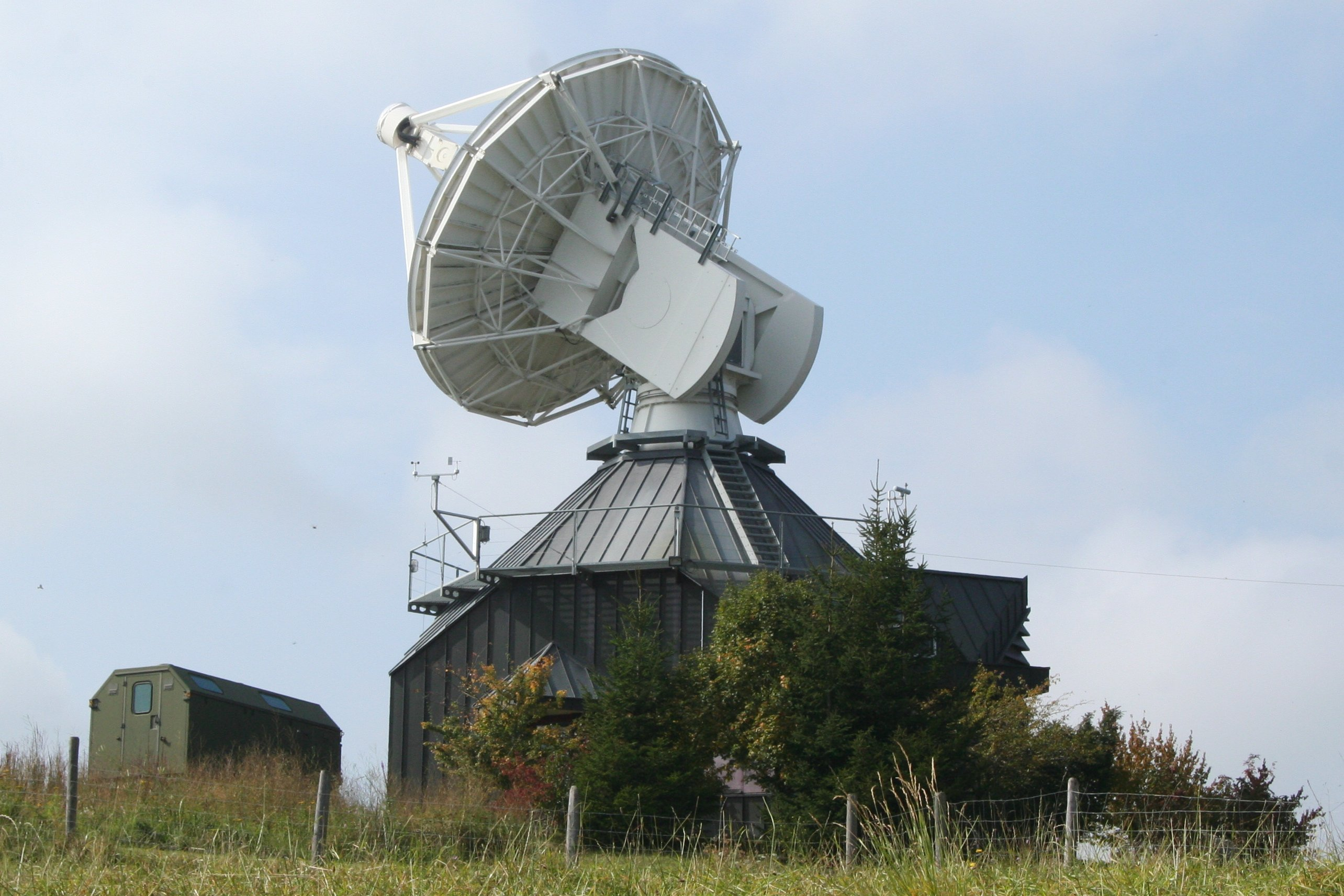
Überwachungssystem Onyx (Nachrichtendienst des Bundes (NDB) im VBS)

## Personen
- Gottlieb Gruner (1756–1830), Pfarrer, Naturforscher und Philanthrop
- Gaston Decoppet (1895–1978), Dr. med., Chirurg
- Otto Wenger (1910–1999), Psychiater, Nationalrat
- Bruno Messerli (1931–2019), Geograph
- Kurt Theodor Oehler (* 1942), Philosoph, Psychologe, Autor
- Rudolf Joder (* 1950), Politiker (SVP)
- Dominique Jann (* 1977), Schauspieler
- Peter Guggisberg (* 1985), Eishockeyspieler
- Judith Wyder (* 1988), Orientierungsläuferin

## Trivia
- Zimmerwald ist ein Standort der Schweizer Nachrichtendienste. Diese betreiben hier unter anderem eine Abhörzentrale des Satellitenabhörsystems Onyx.
- Zimmerwald ist ein Song auf dem Album Aloha from Züri West der Schweizer Band Züri West, der auf die Abhöranlagen anspielt («dr Chrieg isch vrbii / i bi aus einzige bliebe […] / irgendwo ir Gägend vo Zimmerwaud»).
- Alljährlich findet in Zimmerwald Ende Juni/Anfang Juli ein Tractorpulling statt.
- Seit 2009 wird im März das Open Air Schneefestival veranstaltet.[3]